# 南设得兰群岛

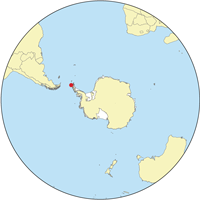
南设得兰群岛位置图

南设得兰群岛（英語：South Shetland Islands）是南极海的一组群岛，位于南极半岛以北约120公里。根据1959年签订的《南极条约》，该群岛的主权不被缔约国承认或争议，而开放予各国作非军事用途。
阿根廷自1943年起宣称对南设得兰群岛拥有主权，智利和英国分别在1940年和1908年起对其拥有主权，1962年，南设得兰群岛成为英属南极领地的一部分。
多个国家在群岛设有科学考察站，这些考察站大多位于该群岛的最大岛屿乔治王岛，使用智利弗雷总统站的机场。

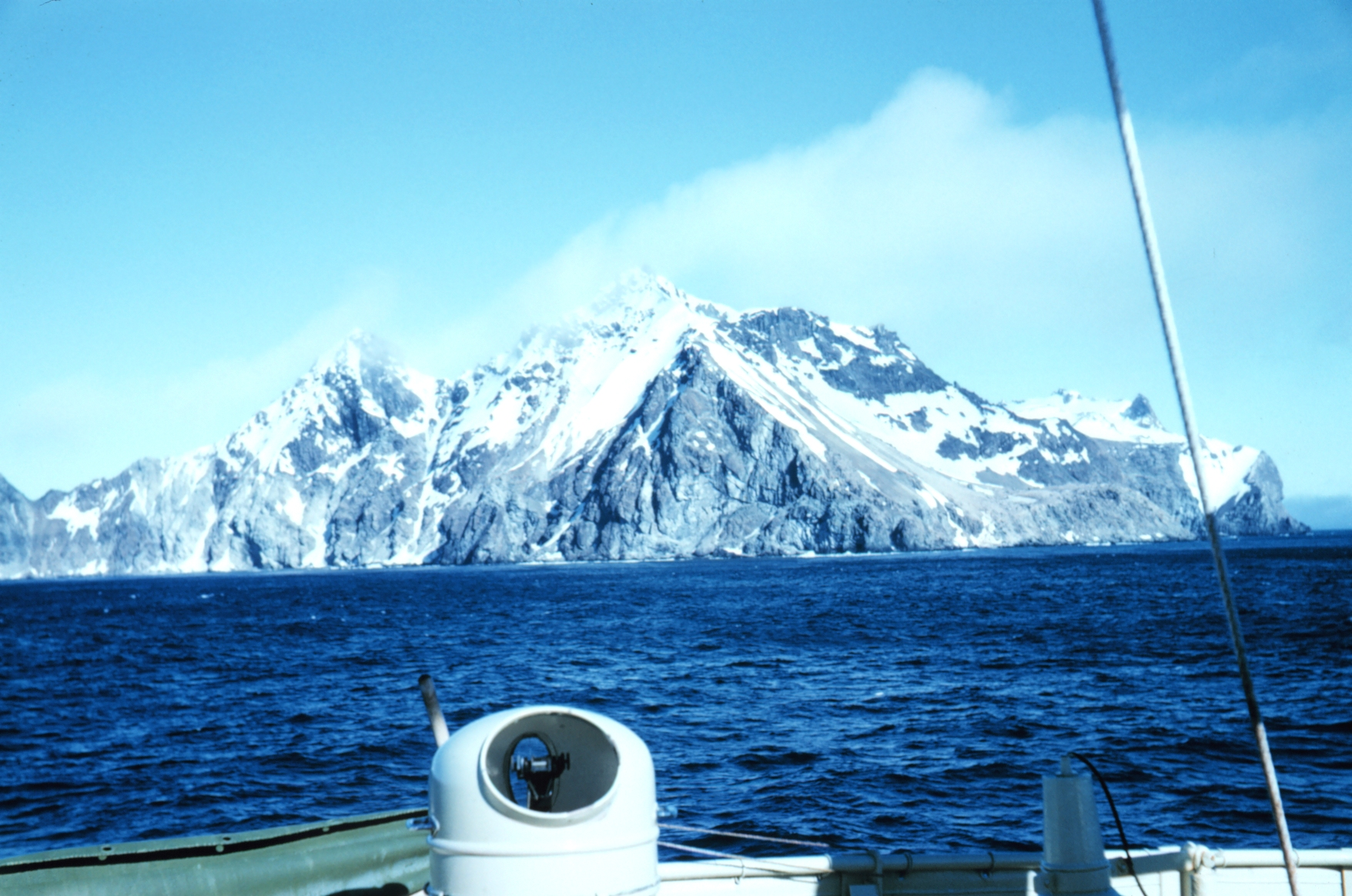
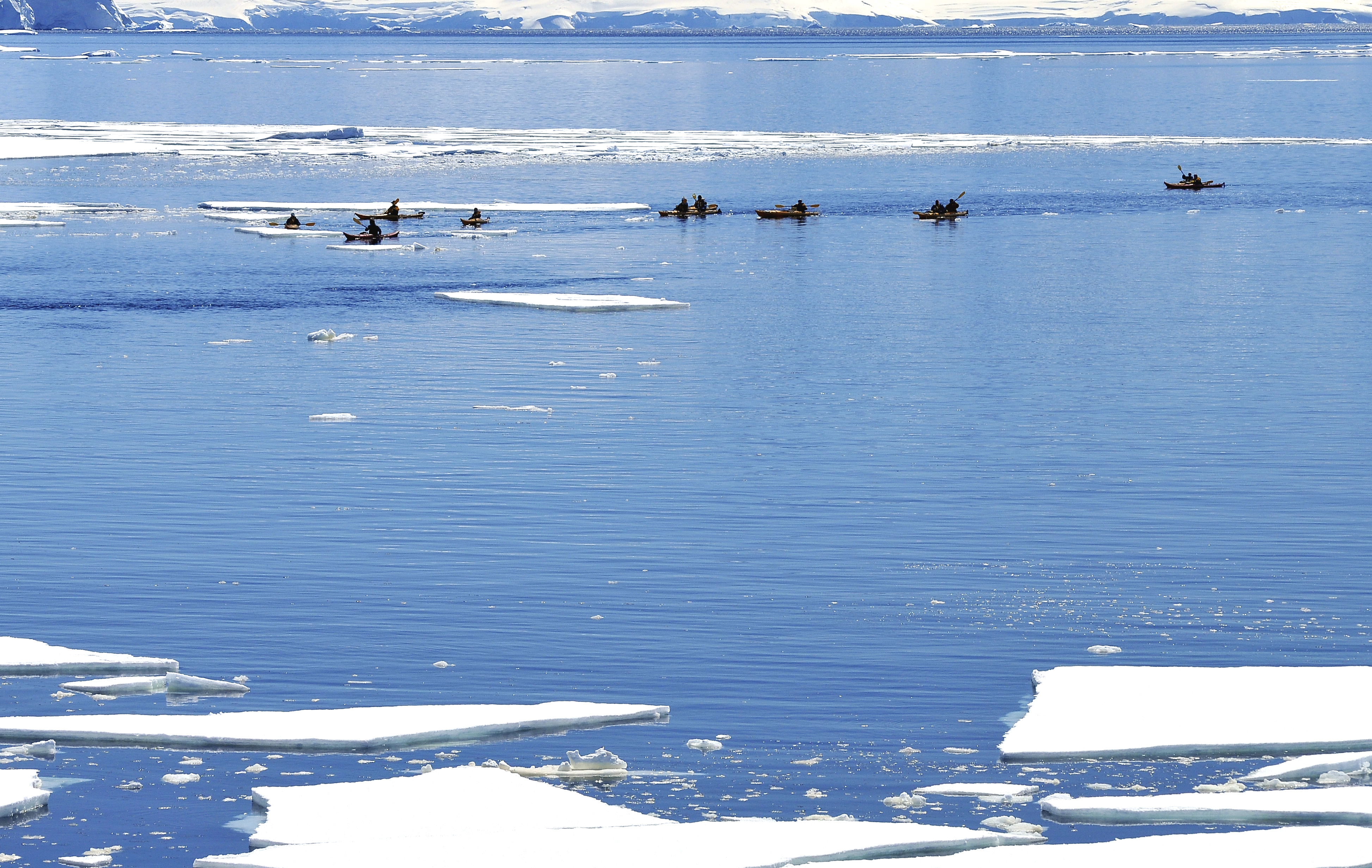
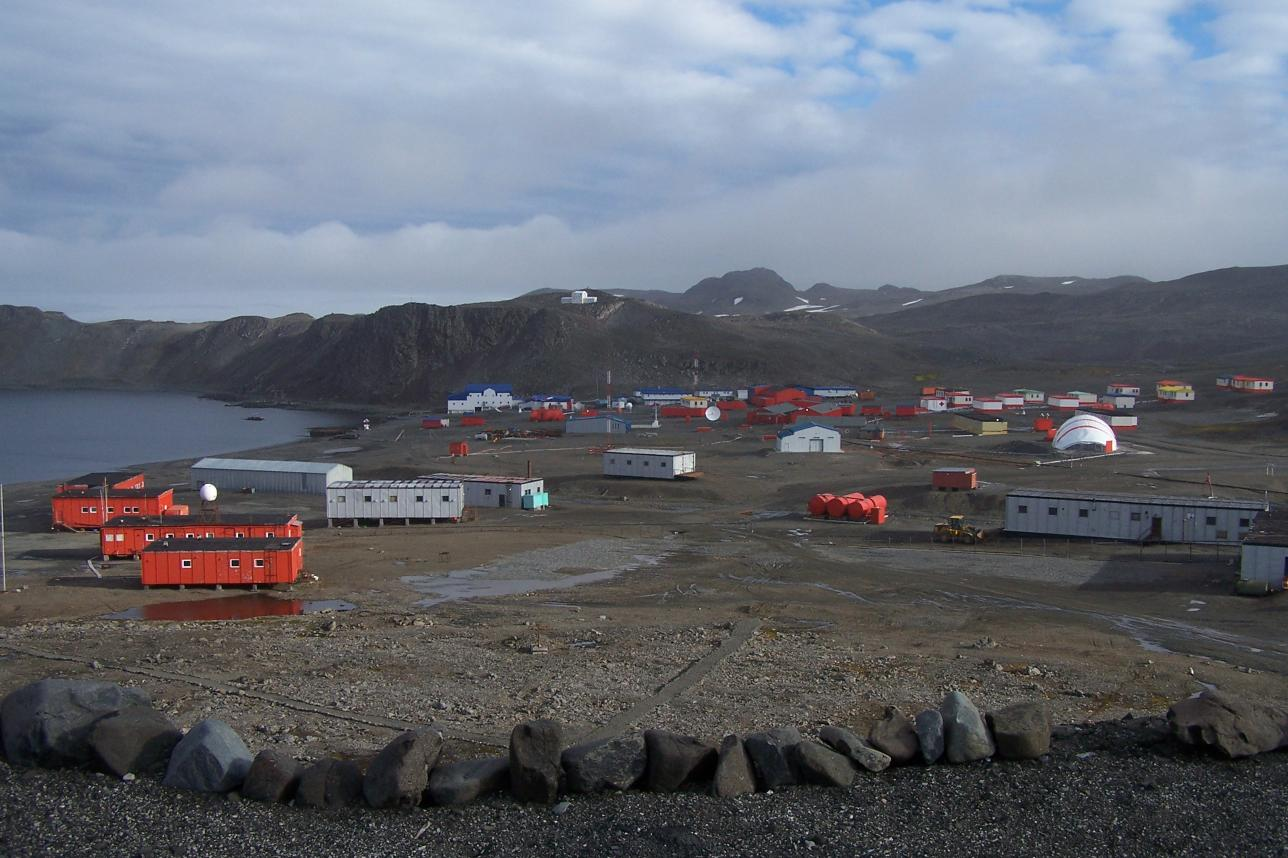

## 历史

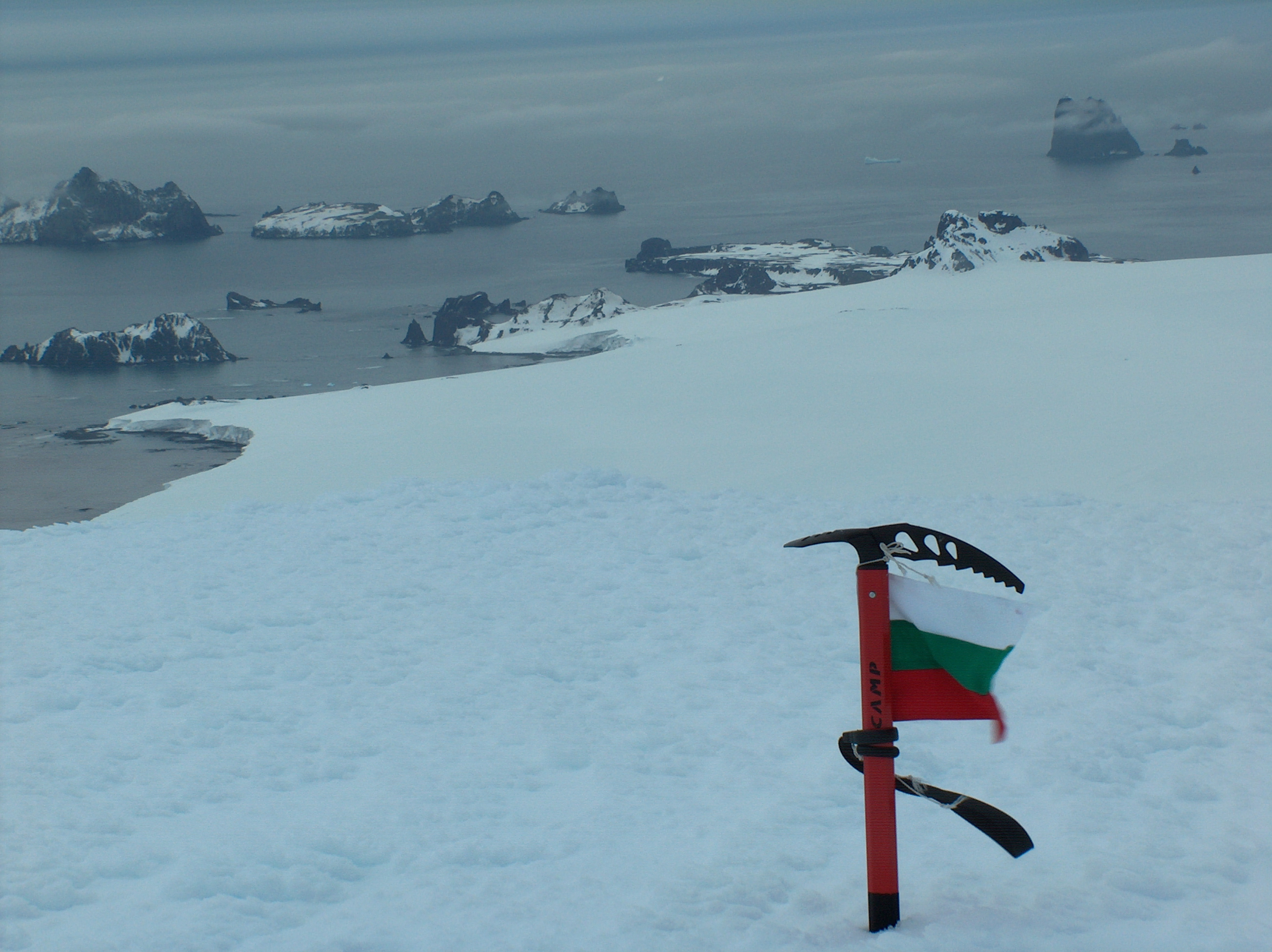
威廉斯角，1819年2月19日发现

根据一些历史学家的说法，荷兰人迪尔克·赫里茨在1599年或西班牙人加夫列尔·德·卡斯蒂利亚在1603年首次抵达南极群岛，两人都被认为曾在德雷克海峡以南南设得兰群岛地区航行。1819年，商船威廉斯号船长威廉·史密斯 (水手)在前往智利瓦尔帕莱索途中偏离航道，到达合恩角以南海域，2月19日发现利文斯顿岛北端威廉斯角。同年，史密斯重返设得兰群岛，10月16日在乔治王岛登陆，宣布英国对其拥有主权。
同时，西班牙海军舰只圣泰尔莫号于1819年9月在穿越德雷克海峡时沉没，其部分残骸数月后在利文斯顿岛北岸被发现。1819年12月至1820年1月期间，愛德華·費爾德上尉乘坐皇家海军租用的威廉斯号考察南设得兰群岛，并制作地图。
早在1819年11月15日，在瓦尔帕莱索的美国特工杰里米·鲁滨逊（Jeremy Robinson）把斯密斯的发现和布兰斯菲尔德后来的任务汇报国务卿约翰·昆西·亚当斯，并建议美国派遣一艘政府船只探索南设得兰群岛。
群岛的发展吸引了英美两国的海豹捕猎者的注意，第一艘在该区作业的海豹捕猎船是英国商人在布宜诺斯艾利斯租用的双桅横帆船Espirito Santo号。
在环绕南极大陆航行后，俄国法比安·戈特利布·冯·别林斯高晋和米哈伊尔·彼得罗维奇·拉扎列夫带领的南极探险队在1821年1月到达南设得兰群岛。他们曾在乔治王岛和象岛登陆，在群岛进行考察，并为岛屿命名。当他们在欺骗岛和利文斯顿岛之间航行时，美国英雄号商船船长塔尼尔·帕爾默会见别林斯高晋，并知会他该区有数十艘英国海豹捕猎船作业。
群岛曾被短暂称为新南不列颠，但不久改为现在通用的南设得兰群岛（根据苏格兰以北的设得兰群岛）。从1908年起，群岛被英国划归福克蘭群岛（阿根廷称馬爾維納斯群岛）属地管辖。

## 地理

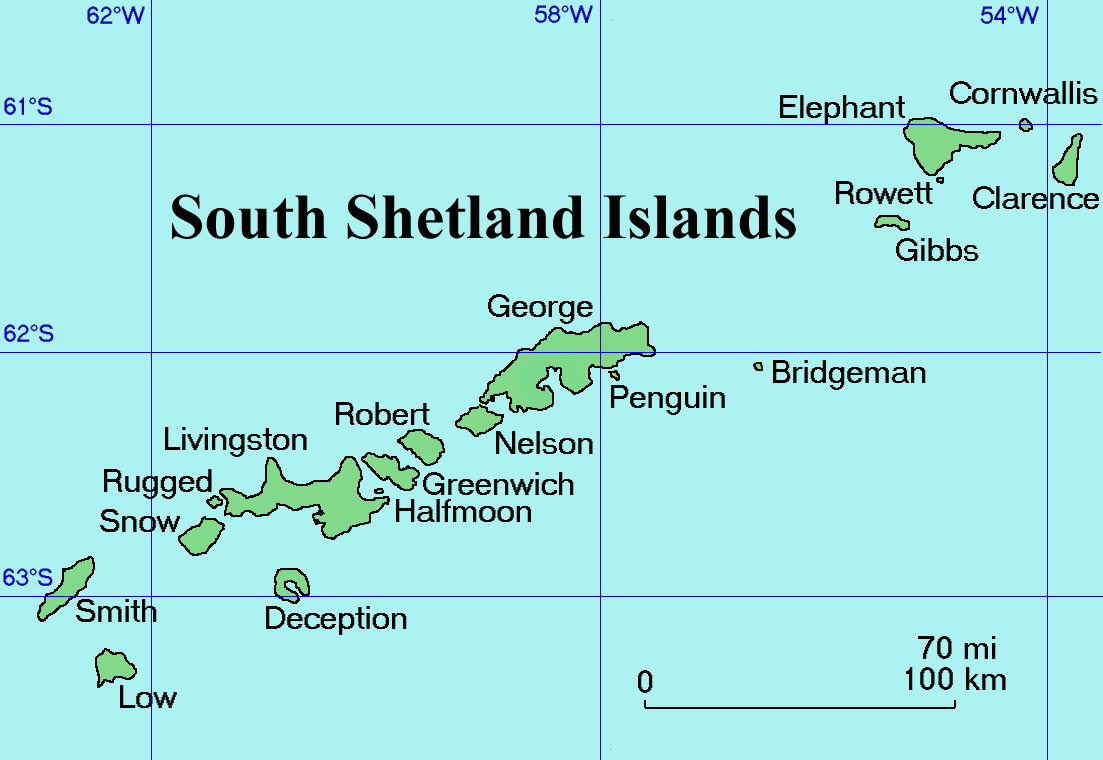
南设得兰群岛地图

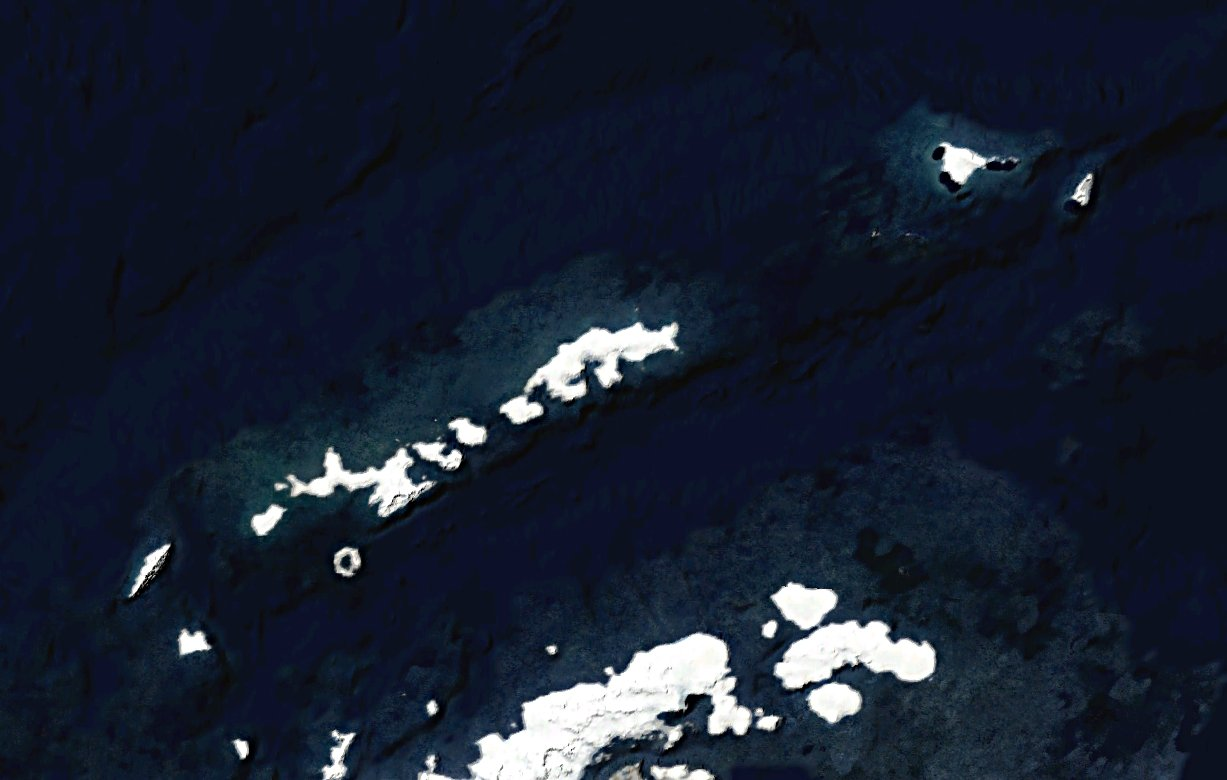

南设得兰群岛位于南纬61° 00'至63° 37'、西经53° 83'至62° 83'的范围之内，位于马尔维纳斯群岛以南约1,200公里，距离南极大陆约150公里。群岛由11个大岛和一些小岛组成，总陆地面积为3,687平方公里，约80至90%的土地终年被冰川覆盖。群岛的最高点是位于史密斯岛的福斯特山，海拔高程为2,105米。群岛从西南偏南的史密斯岛到东北偏北的象岛，延绵约450公里。

## 气候
南设得兰群岛和北大西洋的法罗群岛与赤道的距离相约，但由于前者接近南极大陆，气候远较后者寒冷。群岛附近的海洋每年从4月上旬到12月上旬都会被海冰覆盖，每年4月至11月的平均气温低于0摄氏度。
群岛的冰川近年正在后退，但全岛80%以上面积在夏季仍被冰雪覆盖。该区全年多云、潮湿，西风强烈。由于群岛四面环海，全年气温差温不大，夏季平均气温约为1.5摄氏度，冬季则为-5摄氏度。

## 岛屿

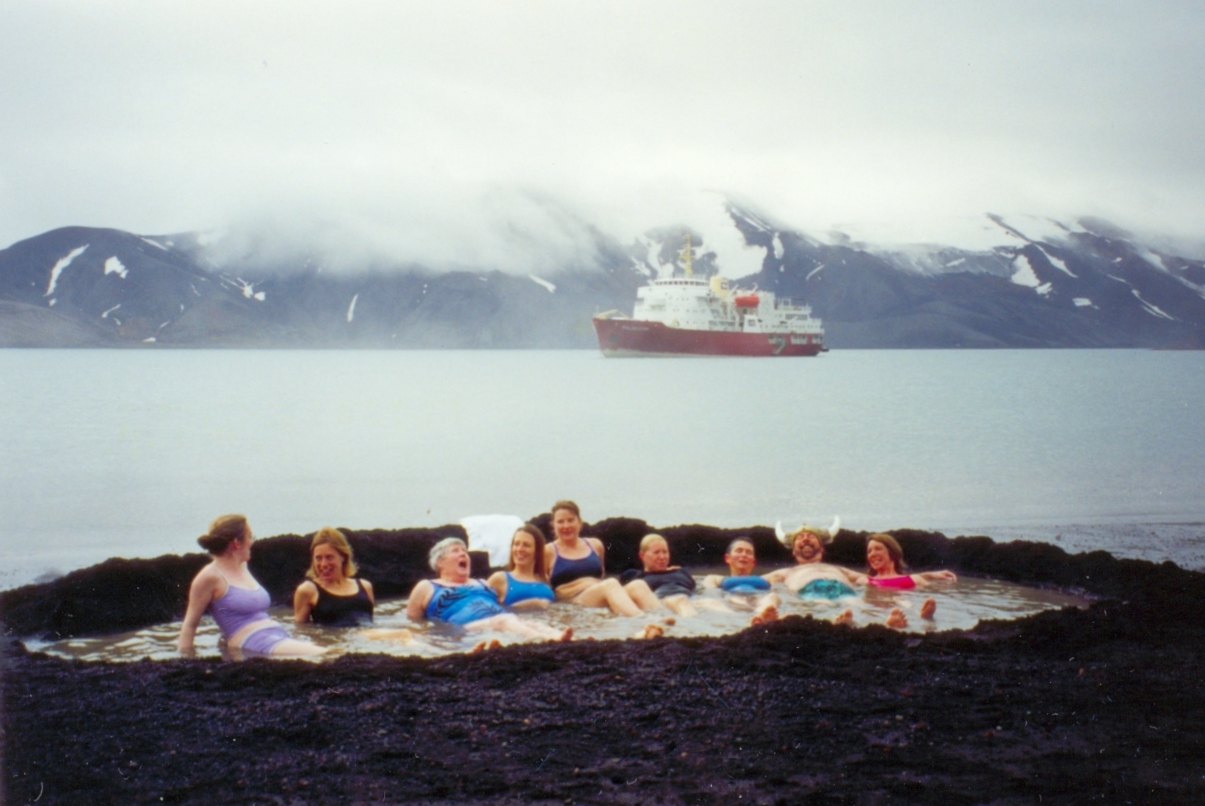
火山温泉,福斯特港,欺骗岛

从北到南南设得兰群岛有以下岛屿：
- 象岛
- 克拉伦斯岛
- 乔治王岛（最大岛屿）
- 納爾遜島
- 羅伯特島
- 格林威治島
- 利文斯頓島（第二大岛屿）
- 雪島
- 史密斯島
- 欺骗岛
- 洛岛

## 科学考察站
以下国家在南设得兰群岛设有科学考察站：
- 阿根廷：胡瓦尼站（自1959年）
- 保加利亚：St. Kliment Ohridski站（自1988年）
- 巴西：Comandante Ferraz站（自1984年）
- 智利：弗雷总统站（自1969年）
- 智利：胡利奥·埃斯库德罗教授站（自1984年）
- 智利：阿图罗·普拉特站（自1947年）
- 智利／美国：Shirreff站（自1990年）
- 中国：长城站（自1985年）
- ：佩德罗·文森特·马尔多纳多站（自1990年）
- 西班牙：胡安·卡洛斯一世站（自1988年）
- 西班牙：加夫列尔·德卡斯蒂利亚站（自1989年）
- ：世宗科学基地（自1988年）
- 秘魯：马丘比丘站（自1989年）
- 波蘭：亨里克·阿茨托夫斯基站（自1977年）
- 俄羅斯：别林斯高晋站（自1968年）
- 乌拉圭：阿蒂加斯站（自1984年）

### 地图
- Interactive King George Island Mapviewer
- L.L. Ivanov. Antarctica: Livingston Island and Greenwich, Robert, Snow and Smith Islands（页面存档备份，存于）. Scale 1:120000 topographic map.  Troyan: Manfred Wörner Foundation, 2009.  ISBN 978-954-92032-6-4